# Rigó Béla
Rigó Béla (Kolozsvár, 1942. augusztus 19. – Budapest, 2017. május 9.) költő, író, irodalomtörténész, műfordító, szerkesztő, forgatókönyvíró.

## Életpályája
1960-ban érettségizett Kiskunhalason a Szilády Áron Református Gimnáziumban. 1960-tól jelentek meg versei, kritikái, tanulmányai, szépirodalmi és publicisztikai művei, műfordításai. 1960–1965 között a József Attila Tudományegyetem Bölcsészettudományi Karának magyar–orosz szakos hallgatója volt. 
1965–1967 között általános iskolában tanított Mórahalmon. 1967–1971 között a Hűvösvölgyi Nevelőotthonban nevelőtanári beosztásban működött. 1971–1974 között a Művelődési Minisztérium főelőadójaként dolgozott. 1971–1975 között elvégezte a Marxizmus–Leninizmus Esti Egyetem közgazdaságtudományi szakát. 1974–1988 között a Móra Ferenc Könyvkiadó szerkesztője, majd főszerkesztője volt. 1989–1990 között a Zrínyi Nyomda Kiadójának (ma: Unikornis Kiadó) alapító főszerkesztője lett. 1991-ben az Egmont Pannónia Kiadónál volt főszerkesztő. A Délmagyarország munkatársa, majd 1992–1995 között a Kincskereső főmunkatársa, 1995 után főszerkesztője volt 2006-ig.

## Színházi munkái
- A családban marad (szerző, 1980)
- Bubó doktor házassága (szerző, 1985)
- A legyőzhetetlen kiskakas (fordító, 1987)
- Tündériskola (szerző, 1992)

## Művei
- Pesti Divatlap; szerk. Vachot Imre, vál., utószó Rigó Béla; Minerva, Bp., 1974
- Vuk (képeskönyv, 1982)
- Hónapsoroló; ill. Würtz Ádám; Minerva, Bp., 1983
- Lúdas Matyi (képeskönyv, 1983)
- Misi mókus kalandjai (képeskönyv, 1984)
- Mókacirkusz (verses kifestőkönyv, ill. Rofusz Ferenc; 1984)
- Doktor Bubó I-III. (képeskönyv, 1985-1987)
- Szaffi (képeskönyv, 1985)
- Tündériskola; ill. Róna Emy; Móra, Bp., 1985
- Szergej Kurepov: És akkor Szergej... (műfordítás, 1985)
- B. Tuhtabajev: A bűvös sapka (műfordítás, 1986)
- Macskafogó (képeskönyv, 1986, 1987)
- Éljen Szervác! (képeskönyv, 1987)
- Állatkerti séta; ill. rajz. Radvány Zsuzsa; Pannónia Filmstúdió, Bp., 1986
- Zengő ABC (1989, 2001)
- Kandúrhatnámságok. Viktor Csizsikov rajzaihoz a szöveget Rigó Béla írta; Móra, Bp., 1989
- Így élt Katona József (1991)
- Ki a fia? (1992)
- Erdőn, mezőn kérdezgető (1992)
- Kicsi vonatkönyv (Somos Zsuzsával, lapozó, 1995)
- Szavalókönyv versmondó diákoknak (válogatás, 1995)
- Katona József: Bánk bán (drámaelemzés, 1998)
- Mikulás és barátai (1998)
- Karácsonyi meglepetés (1998)
- Ludas Matyi. Rigó Béla verse; ill. Radvány Zsuzsa; Santos, Bp., 2001
- Znaki Zogyiaka (2002)
- Mézga család (2003) – POKET Zsebkönyvek (2022)
- Mézga Aladár különös kalandjai (2005)
- Gyermeksorsok, gyermekfilmek – gyermekbarát televízió. Tanulságos tanácskozás a Békatanodában; szerk. Rigó Béla; Magyarországi Gyermekbarátok Mozgalma, Bp., 2011
- Nálatok laknak-e állatok? (2011)
- Írásjelbeszéd. Verslábjegyzetekkel; Nagy Lajos Irodalmi és Művészeti Társaság, Bp., 2015

## Filmjei
- Trombi és a Tűzmanó (1987-1990)
- Lakodalom (Zenés Tv színház) (1989)
- Állítsátok meg Terézanyut! (2004)
- Kire ütött ez a gyerek? (2007)

## Díjak, elismerések
- Szocialista Kultúráért (1984)
- Év Gyermekkönyve díj (1990, 1992)
- Salvatore Quasimodo-emlékdíj (2004)
- Lilla-díj (2005)[3]
- Aranyalma díj (2006)
- Janikovszky Éva-díj (2010)[4]
- Aranydiploma (=Díszoklevél a Szegedi Tudományegyetemtől; 2015. szeptember 19.)[5]

## Családja
- Apósa Romhányi József,[6] lánya Rigó Judit Grácia egyetemi könyvtáros.